# Trochosa alviolai
Trochosa alviolai là một loài nhện trong họ Lycosidae.
Loài này thuộc chi Trochosa. Trochosa alviolai được Alberto Barrion & James A. Litsinger miêu tả năm 1995.